# Oliver Paunović
Oliver Paunović (rođen 28. novembra 1978. u Nišu), je srpski producent i autor dokumentarnih filmova. Osnivač је marketing kompanije City Grupa, medija Srbija Vesti i Niške Vesti. Pokrenuo je sajam automobila Auto Moto Fest i festival dokumentarnog filma City Fest u Nišu.

## Biografija
Producent dokumentarnih filmovima koji su prikazivani na festivalima u Srbiji, od 2014. godine kada je debitovao dokumentarnim filmom o Nišu, pod nazivom Moj City - Moj Niš koji je te godine zatvorio Festival glumačkih ostvarenja u Nišu.  
Njegovi filmovi su prikazivani na festivalu glumačkih ostvarenja u Nišu. U njima se pojavljuju poznate ličnosti iz Srbije i regiona.  
Oliver Paunović je i aktivan sportski radnik (kik boks, džudo). Bio je prvi predsednik Kik boks saveza jugoistočne Srbije (2007.), jedan od osnivača, prvi predsednik i trenutno počasni predsednik Kik boks kluba “Niš” . 
Na 11. Međunarodnom festivalu sportskog filma (MFSF) na Zlatiboru 2022. član je u žiriju festivala . 
Pokrenuo je inicijativu da glumac Desimir Stanojević Desko i fudbalski golman Dragan Pantelić Panta dobiju ulicu u Nišu     . 

## Publikacije
- 1999-2019. Oglasni časopis "City Oglasi"[10];
- 2002. Poslovno-turistički vodič grada Niša "City vodič"[11]
- 2008. Monografija "Moj City, Moj Niš"[12];
- 2018. Knjiga o Nišu “Welcome to City of Niš”[13];
- 2020. Knjiga "Niš - moderan grad, starinskog duha"[14].

## Filmografija
- 2014. „Moj City – Moj Niš“[15];
- 2015. „Stari Niš – Moj Niš“[16];
- 2016. „Lutajuća srca – arhiv emocija”[17] i koncert "Lutajuća srca i prijatelji - Za Minju i Miku" 2023 [18];
- 2017. „Ceo svet u jednoj dolini” — 52. Filmski susreti u Nišu;
- 2018. „Moj život je mjuzikl” - Desimir Stanojević;
- 2019. „Kude je taj Niš” - Živojin Isaković Čokalija;
- 2020. „Broj 1” - Dragan Pantelić[19];
- 2021. "Glumčina" - Zoran Radmilović[20][21][22][23][24][25][26][27];
- 2021. "Pozdrav iz Svrljiga";
- 2022. "To je Toma" - Tomislav Zdravković [28] [29] [30] [31];
- 2023.  100 godina ORL službe u Nišu 1923-2023. [32] [33] [34];
- 2023. "Legende Čaira" FK Radnički Niš - 100 godina [35] [36] [37];
- 2023. "Narodni glumac" - Živojin Žika Milenković [38] [39] [3];
- 2023. "A u Londonu muk..." Dušan Dule Savić [40] [41] [42];
- 2023. "Zlatibor - planina bogova" [43] [44];
- 2023. "Dragan Stojković - PIKSI" [45]
- 2024. "Voda života" - Niška Banja [46]
- 2024. "NepobeDiv" - Zoran Tuta Živković [47]
- 2024. "Izvan vremena" - Bilja Krstić [48]
- 2025. "Ratni hirurg" - Dr Miodrag Lazić [49]

## Nagrade
- 2008. Plaketa predsedniku KBS Jugoistočne Srbije za veliki doprinos razvoju i popularizaciji kik boks sporta u Zaječaru, KBSJIS;
- 2009. Nagrada statueta "Car Konstantin i carica Jelena" za uspešnu organizaciju I sajma automobila u Nišu [50], GO Medijana;
- 2009. Nagrada statueta za pomoć u organizaciji Prvenstva Srbije u kik boksu, KBK "Niš";
- 2011. Plaketa za veliki doprinos razvoju i popularizaciji kik boks sporta u Nišu, KBK "Niš";
- 2013. Nagrada zlatnik Naissus-Niš 313-2013 povodom 1700 godina Milanskog edikta, GO Crveni Krst;
- 2016. Plaketa za pomoć u organizaciji "Balkans Best Fighters K-1 trofej Niša", KBK "Niš";
- 2017. Nagrada "Zeleni list", Radio Beograd i Pokret gorana Vojvodine [51];
- 2019. Nagrada za film o poznatom Nišliji, boemu Živoradu Isakoviću Čokaliji „Kude je taj Niš“, na Filmskim susretima u Nišu [52];
- 2021. Nagrada „Gold Gondola“ za film „Broj 1“ o legendarnom fudbaleru Draganu Panteliću na Međunarodnom festivalu sportskog filma Zlatibor [53];
- 2021. Nagrada statueta Zoran Radmilović, najveće priznanje pozorišta „Zoran Radmilović" za produkciju filma "Glumčina" u Zaječaru [54];
- 2021. Zlatna plaketa za izuzetan doprinos realizaciji i afirmaciji preduzetništva i zanatstva u Prokuplju, Unija privrednika, preduzetnika i zanatlija Topličkog regiona;
- 2022. Nagrada Grand Prix za produkciju filma "Glumčina" na Međunarodnom festivalu dokumentarnog filma „Zlatna buklija“ u Velikoj Plani [55] [56] ;
- 2022. Priznanje za najbolji promotivni turistički film na „Vrmdža Festu 2022“ - „Dobrodošli u Svrljig“ [57] [58] ;
- 2022. Zahvalnica ekipe filma "Knez Lazar" za ogroman doprinos, učestvovanje i nesebičan rad u izradi filma o knezu Lazaru [59];
- 2022. Nagrada Gradske opštine Medijana - statua "Konstantin Veliki" koju je uručio predsednik opštine Nebojša Krstić - za tradiciju koja traje 13 godina i istrajnost postojanja sajma automobila u Nišu [60];
- 2022, Plaketa za pomoć u organizaciji 7th "Balkans Best Fighter", Kik boks klub "Niš" [61];
- 2023. Grand prix festivala ‘Zlatna buklija’ na 18. Međunarodnom festivalu dokumentarnog filma u Velikoj Plani za film ‘To je Toma’ [62] [63];
- 2023. Priznanje GO Palilula za doprinos razvoju sporta i promociju zdravih stilova života "Palilulsko veče 2023" u "Danima Svetog cara Konstantina i carice Jelene" za film "Legende Čaira" [64];
- 2023. Nagradu Kluba privrednika "Naissus" - zlatnik srpskog vojnika sa šajkačom, koji pronicljivim pogledom osmatra neprijateljske položaje. Simbol Prvog svetskog rata i srpskog seljaka u njemu, u narodu poznat kao "oko sokolovo" vojnika Dragutina Matića uručio je predsednik Dragan Milošević Master;
- 2023. Grand Prix internacionalnog festivala dokumentarnog filma u kategoriji turističkog i ekološkog filma „Latin Grad“ za film „Zlatibor planina bogova“ na Vrmdža Festu [65] ;
- 2023. Nagrada za najbolji dugometražni film na međunarodnom festivalu dokumentarnog i igranog filma "Budva sports and arts film festival (BSAFF)" za film “Dule Savić: a u Londonu – muk” [66] ;
- 2023. Nagrada za najbolji dugometražni dokumentarni film na Međunarodnom festivalu sportskog filma na Zlatiboru za film „Legende Čaira“ [67] ;
- 2023. Zahvalnica za nesebičan doprinos u razvoju kulture - 12. Prokupački filmski festival ProFiFest za film „Dule Savić, a u Londonu muk“ [68] ;
- 2023. Zahvalnica za doprinos u realizaciji i promociji festivala Vina i Tradicije "Dani Sićevaćke Berbe" [69] ;
- 2023. Zahvalnica Osnivaču Sajma automobila u Nišu - Gradska opština Palilula, predsednik Bratislav Vučković.
- 2023. Nagrada za najbolji dugometražni dokumentarni film “Legende Čaira” na Zlatiboru [70]
- 2023. Zahvalnica za nesebičan doprinos u razvoju kulture na “ProFIFestu” u Prokuplju [71]
- 2023. Plaketa za doprinos manifestaciji “Sećanje na Tomu Zdravkovića” u Aleksincu [72]
- 2024. "Zlatna buklija" za najbolju produkciju na Festivalu dokumenatrih filmova "Zlatna Buklija" u Velikoj Plani [73]
- 2024. Najbolji sportski edukativni film na II Internacionalnom festivalu BUDVA “Sports&ARTS” u Crnoj Gori [74]
- 2025. GRAND prix "Zlatna Buklija" za najbolju produkciju filma o Bilji Krstić [75]